# Texas Jack Omohundro

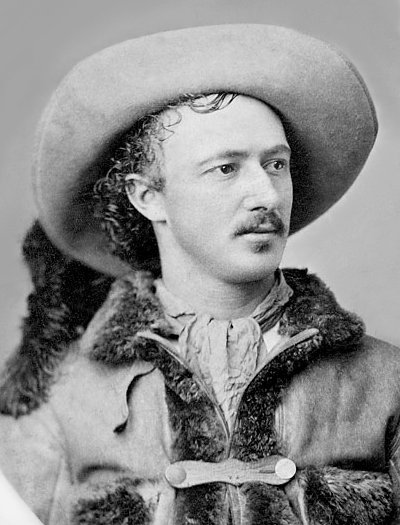
Texas Jack

John Baker „Texas Jack“ Omohundro (* 26. Juli 1846 bei Palmyra, Virginia; † 28. Juni 1880 in Leadville, Colorado) war ein US-amerikanischer Scout, Cowboy und Schauspieler. Omohundro war unter anderem Teil von Buffalo Bill Codys Wild-West-Show.

## Leben

### Frühe Jahre
Omohundro wurde 1846 am Pleasant Hill nahe Palmyra als Sohn von John B. und Catherine geboren. Als Jugendlicher verließ er seine Heimat und reiste nach Texas, wo er schließlich als Cowboy arbeitete. 1861 scheiterte sein Versuch, sich der Armee der Konföderierten anzuschließen, da er noch zu jung war. Stattdessen wurde er Scout und Kurier der Südstaaten und kam dann 1864 unter den Befehl von General J. E. B. Stuart.
Nach dem Bürgerkrieg kehrte Omohundro zurück nach Texas, wo er wieder als Cowboy arbeitete und an verschiedenen Viehtrieben, oft auf dem Chisholm Trail, teilnahm. Auf einem dieser Viehtriebe durch Arkansas und Tennessee gaben ihm dankbare Einwohner den Beinamen „Texas Jack“. Kurz nach dem Krieg adoptierte er einen kleinen fünfjährigen Jungen, den er verlassen gefunden hatte. Die Eltern des Kindes waren von Indianern getötet worden und Texas Jack begann sich um den Jungen zu kümmern; da sein Nachname unbekannt war, nannte er ihn einfach Texas Jack, Jr.

### Mit Buffalo Bill

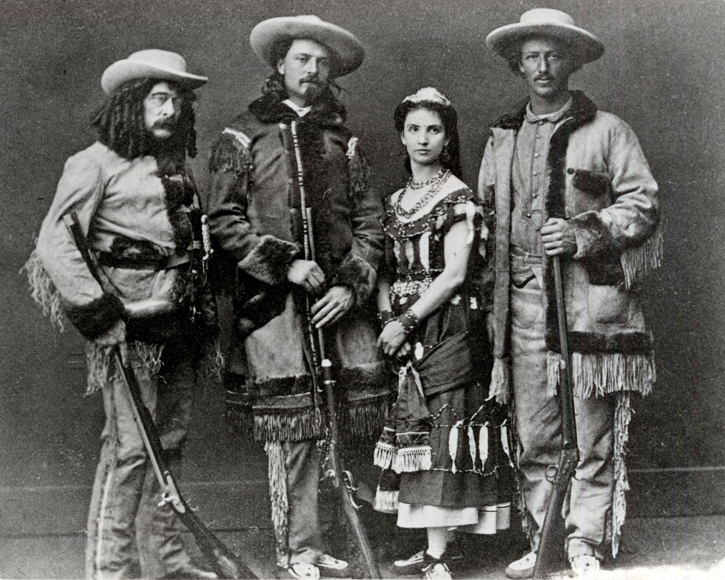
Von links: Ned Buntline, Buffalo Bill Cody, Giuseppina Morlacchi, Texas Jack Omohundro, um 1870

1869 zog Texas Jack nach Cottonwood Springs, Nebraska, nahe Fort McPherson, wo er seinen Lebensunterhalt als Scout und Büffeljäger bestritt. In dieser Zeit traf er William F. „Buffalo Bill“ Cody, mit dem er sich zusammentat. Beide jagten Büffel, machten Führungen für einflussreiche Menschen wie den Earl of Dunraven und nahmen an Kämpfen gegen Indianer teil. 1872 war Texas Jack auch Teil der populären Büffeljagd mit dem russischen Großfürsten Alexei und anderen wichtigen Militärs.
Im Dezember 1872 reisten Texas Jack und Cody nach Chicago, wo sie in Ned Buntlines Wild-West-Show The Scouts of the Prairie auftraten. Die Auftritte in der Show waren erfolgreich, sodass Texas Jack und Cody zusammen mit ihrem Freund Wild Bill Hickok 1873–1874 die neue Show Scouts of the Plains aufstellten. Texas Jack war der erste, der das Lassowerfen dem breiten US-amerikanischen Publikum zugänglich machte.

### Spätere Jahre
Die 1870er-Jahre verbrachte Texas Jack vor allem einerseits mit den Shows an der Ostküste der USA, andererseits als Jäger in den Great Plains. Er leitete außerdem Jagden mit europäischen Adeligen. Am 31. August 1873 heiratete er die Schauspielerin und Tänzerin Giuseppina Morlacchi, mit der er vorher in verschiedenen Shows gespielt hatte. 1877 leitete er in St. Louis seine eigene Wild-West-Show und begann, Artikel und Bücher über seine Erfahrungen als Jäger und Scout zu verfassen. Im Laufe der Jahre bildeten sich viele Legenden über Texas Jack, vor allem durch die Romane des Autors Colonel Prentiss Ingraham.
Texas Jack Omohundro starb 1880 an einer Lungenentzündung in Leadville, wo er auf dem Evergreen Cemetery beigesetzt wurde. Texas Jack Jr. führte das Werk seines Vaters weiter, indem er besonders in Südafrika Wild-West-Shows inszenierte. Omohundro wurde 1994 in die Hall of Great Western Performers aufgenommen. 1980 wurde ihm zu Ehren die Texas Jack Association ins Leben gerufen, die sich darum bemüht, sein Werk zu erhalten und zu vermitteln.